# Микология и фитопатология
Микология и фитопатология — ведущее в России рецензируемое научное периодическое издание, публикующее результаты научных исследований в области микологии и фитопатологии.
Журнал публикует статьи по всем основным разделам науки о грибах: оригинальные работы, обзорные статьи, дискуссионные статьи, хронику и информацию, рецензии, сообщения о новых методах исследования и новых находках.
Авторы журнала известные микологи и фитопатологи М. А. Литвинов, М. В. Горленко, Э. Х. Пармасто, Б. А. Томилин, Н. П. Елинов, М. А. Бондарцева, З. М. Азбукина, Л. В. Гарибова, В. А. Мельник, И. В. Каратыгин, Н. П. Денисова, Л. Н. Васильева.
Журнал известен микологам и фитопатологам всего мира. Журнал индексируется библиографическими базами Scopus и РИНЦ.

## История
Журнал был основан в 1967 г. отделением общей биологии АН СССР.
В первом выпуске, увидевшем свет 21.12.1967, задача журнала формулировалась следующим образом: «Основное назначение журнала — развивать микологию как теоретическую дисциплину, самым тесным образом связанную с практикой». За 50 лет существования в журнале оформился целый ряд разделов — «Биоразнообразие, систематика и экология», «Физиология, биохимия и биотехнология», «Грибы — возбудители болезней растений», «Обзоры и дискуссии», «Краткие сообщения», «Критика и библиография», «Хроника».
Пост главного редактора журнала «Микология и фитопатология» занимали крупные советские и российские ученые В. Ф. Купревич (с 1967 по 1970 гг.), М. В. Горленко (с 1970 по 1988 гг.), И. А. Дудка (с 1989 по 1993 гг.), Н. П. Елинов (с 1994 по 1996 гг.), Ю. Т. Дьяков (с 1997 по 2011 гг.), А. Е. Коваленко (с 2012 по 2021), Ю.К. Новожилов (с 2022). Зав. редакцией журнала с 1970 г. по настоящее время является С. Я. Овчарова.

## Состав редакционной коллегии
Главный редактор
Коваленко Александр Елисеевич, чл.-кор. РАН проф., д.б.н., Ботанический институт им. В. Л. Комарова РАН, Санкт-Петербург, Россия.
Заместители главного редактора
Афанасенко Ольга Сильвестровна, академик. РАН, проф., д.б.н., Всероссийский институт защиты растений РАН, Санкт-Петербург, Россия.
Змитрович Иван Викторович, д.б.н., Ботанический институт им. В. Л. Комарова РАН, Санкт-Петербург, Россия.
Новожилов Юрий Капитонович, проф., д.б.н., Ботанический институт им. В. Л. Комарова РАН, Санкт-Петербург, Россия.
Ответственный секретарь
Змитрович Иван Викторович, д.б.н., Ботанический институт им. В. Л. Комарова РАН, Санкт-Петербург, Россия
Члены редколлегии
Александрова А. В., Белозерская Т. А., Бибикова М. В., Богомолова Е. В., Бондарцева М. А., Вассер С. П., Власов Д. Ю., Волобуев С. В., Воронина Е. Ю., Ганнибал Ф. Б., Гарибова Л. В., Денчев Ц. М., Журбенко М. П.,
Каратыгин И. В., Кураков А. В., Левитин М. М., Минтер Д. У.,
Мироненко Н. В., Михайлова Л. А., Морозова О. В., Озерская С. М., Переведенцева Л. Г., Попов Е. С., Псурцева Н. В., Ребриев Ю. А., Соловьев В. А., Струнникова О. К.,
Терёшина В. М., Шниттлер М. Г.